# Discella lignicola
Discella lignicola är en svampart som beskrevs av Cooke 1879. Discella lignicola ingår i släktet Discella och familjen Mycosphaerellaceae.   Inga underarter finns listade i Catalogue of Life.